# Sven Rampf
Sven Rampf (* 21. Oktober 1971) ist ein ehemaliger deutscher Eishockeytorwart.

## Spielerkarriere
Der 1,82 m große Goalie begann seine Profikarriere beim EV Pfronten in der Oberliga, bevor er zum EV Füssen in die 2. Bundesliga und später für eine Saison in die Bundesliga zum Krefelder EV wechselte. Danach spielte er erst eine Saison für den EC Bad Tölz und anschließend für den ETC Timmendorfer Strand.
1995/96 bestritt Rampf ein DEL-Spiel für den EC Hannover zusätzlich zu seinem Vertrag in Timmendorf. Dann unterschrieb der Torhüter jedoch einen Vertrag bei den Ayr Scottish Eagles in der britischen Ice Hockey Superleague und spielte daraufhin eine Saison lang im Vereinigten Königreich. Zur Saison 1997/98 kehrte Rampf nach Deutschland zurück und spielte für den Adendorfer EC in der 1. Liga, bevor er 1998 zum Deutschen Meister Adler Mannheim wechselte. Mit den Adlern konnte der Linksfänger erneut die Meisterschaft gewinnen, wechselte dann aber zum Ligakonkurrenten Augsburger Panther. Weitere Stationen des Torhüters waren der EC Bad Tölz aus der 2. Bundesliga sowie der ESV Königsbrunn und der EC Pfaffenhofen, die zu dieser Zeit in der Bayernliga spielten, und der EV Landsberg, der zu dieser Zeit in der Bayernliga bzw. der Oberliga spielte. In der Saison 2006/07 stand Sven Rampf sowohl für seinen alten Club, die Augsburger Panther, als auch für den SC Riessersee in der Oberliga auf dem Eis. Seit der Saison 2007/08 spielte der Torhüter für die Pinguine Königsbrunn in der Regionalliga. Die Saison 2008/09 verbrachte er beim Viertligisten EV Pfronten. Anschließend beendete er seine Karriere.